# Battersea Dogs & Cats Home
Battersea Dogs & Cats Home, atualmente conhecido como Battersea, é um abrigo de animais para cães e gatos. O Battersea resgata cães e gatos até que o dono ou um novo seja achado. É um dos mais antigos e conhecidos centros de resgate de animais do Reino Unido. Foi estabelecido em Holloway, Londres em 1860 e mudou-se para Battersea em 1871.
A organização não financiada pelo governo cuida de uma média de 240 cães e 145 gatos em todos os três centros ao mesmo tempo. A instituição de caridade cuidou de mais de 3,1 milhões de cães e gatos ao longo de sua história.

## História
Battersea foi fundada em Holloway em 1860 por Mary Tealby (1801-1865). Ela o denominou de "O lar temporário para cães perdidos e famintos" e foi fundado no norte de Londres em 1860 